# Aconaemys porteri
Aconaemys porteri là một loài động vật có vú trong họ Octodontidae, bộ Gặm nhấm. Loài này được Thomas mô tả năm 1917.